# George W. Houk

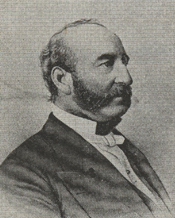
George W. Houk

George Washington Houk (* 25. September 1825 im Cumberland County, Pennsylvania; † 9. Februar 1894 in Washington, D.C.) war ein US-amerikanischer Politiker. Zwischen 1891 und 1894 vertrat er den Bundesstaat Ohio im US-Repräsentantenhaus.

## Werdegang
Im Jahr 1827 kam George Houk mit seinen Eltern nach Dayton in Ohio, wo er später die öffentlichen Schulen und die E. E. Barney Academy besuchte. Nach einem anschließenden Jurastudium und seiner 1847 erfolgten Zulassung als Rechtsanwalt begann er in Dayton in diesem Beruf zu arbeiten. Gleichzeitig schlug er als Mitglied der Demokratischen Partei eine politische Laufbahn ein. Von 1852 bis 1853 saß er als Abgeordneter im Repräsentantenhaus von Ohio; in den Jahren 1860 und 1876 nahm er als Delegierter an den jeweiligen Democratic National Conventions teil. 1888 kandidierte er noch erfolglos für das US-Repräsentantenhaus.
Bei den Kongresswahlen des Jahres 1890 wurde Houk dann aber im dritten Wahlbezirk von Ohio in das US-Repräsentantenhaus in Washington, D.C. gewählt, wo er am 4. März 1891 die Nachfolge des Republikaners Elihu S. Williams antrat. Nach einer Wiederwahl konnte er bis zu seinem Tod am 9. Februar 1894 im Kongress verbleiben. Er war mit Eliza Thruston verheiratet, mit der er fünf Kinder hatte.